# Polarisation (optique)
Pour les articles homonymes, voir polarisation.
La polarisation est une propriété qu'ont les ondes vectorielles (ondes qui peuvent osciller selon plus d'une orientation) de présenter une répartition privilégiée de l'orientation des vibrations qui les composent. Les ondes électromagnétiques, telles que la lumière, mais aussi les ondes gravitationnelles ont ainsi des propriétés de polarisation. Les ondes mécaniques transverses dans les solides peuvent aussi être polarisées. Cependant, les ondes longitudinales (telles que les ondes sonores) ne sont pas concernées.
Dans une onde électromagnétique polarisée (linéairement), le champ électrique et le champ magnétique oscillent simultanément dans des directions perpendiculaires l'une à l'autre. Par convention, la polarisation de la lumière décrit la vibration du champ électrique et quand l'onde est polarisée linéairement, ce champ oscille dans une seule direction. Quand une onde est constituée de deux composantes polarisées à 90° l'une de l'autre, et en déphasage de 90° également l'une par rapport à l'autre, alors, sa polarisation semble tourner autour de l'axe de propagation de l'onde. On parle dans ce cas de polarisation circulaire ou elliptique (quand les deux composantes n'ont pas la même intensité). Le sens de la rotation, droite ou gauche, dépend du sens du déphasage entre les deux composantes et est également un paramètre clé qu'il faut mettre en regard de la biréfringence et de l'activité optique des milieux traversés. Les polarisations circulaire et linéaire sont des cas particuliers de la polarisation elliptique (selon que les deux composantes sont égales, ou qu'au contraire, la seconde composante est nulle) ; et par ailleurs, une onde de polarisation elliptique peut être vue comme la somme d'une polarisation circulaire et d'une polarisation linéaire.
Dans le cas des radio-fréquences émises par l'homme, l'onde est naturellement polarisée et cohérente. Cela est dû à la nature du processus d'émission, en particulier du fait qu'on ait un seul dispositif oscillant et une seule antenne - bien que certaines, telles que les antennes hélicoïdales, sont capables d'émettre en polarisation circulaire. Dans le cas des ondes de longueur d'onde plus courtes, par contre, (ainsi que dans la nature) il devient difficile de réaliser des émetteurs et des antennes adaptés à la longueur de l'onde, et on utilise plutôt des processus physiques naturels basés sur le comportement électromagnétique de structures atomiques ou moléculaires qui peuvent être vus comme une multitude d'antennes miniatures. Dans ce cas, la norme est d'obtenir une onde qui n'est ni polarisée, ni cohérente, et la production d'une onde polarisée nécessite des dispositions particulières.
La polarisation des ondes joue un rôle important dans de nombreux domaines scientifiques tels que l'optique, la séismologie, l'étude des ondes radiofréquences et micro-ondes. Les technologies concernées sont plus particulièrement les lasers, les télécommunications (fibrées ou non) et les radars.
Par convention, on dit que la polarisation rectiligne est verticale (polarisation verticale) lorsque le champ électrique E est vertical par rapport au repère (communément le sol de la Terre) ; de même, la polarisation rectiligne est horizontale (polarisation horizontale) lorsque le champ électrique E est horizontal par rapport au repère (communément le sol de la Terre).

## Histoire
En 1808, Étienne Louis Malus découvre la polarisation, et publie en 1809 un document sur sa théorie de la polarisation de la lumière.
En 1811, il est fait mention d'anneaux colorés et d'exemples de polarisation de la lumière.
La notion de polarisation est reconnue par la Royal Society dans une lettre de David Brewster de 1815.

## Théorie

### Explication du phénomène
La manifestation la plus simple de polarisation est celle d'une onde plane, qui est une bonne approximation de la plupart des ondes lumineuses. Comme toute onde électromagnétique qui se propage, elle est constituée d'un champ électrique et d'un champ magnétique tous deux perpendiculaires à la direction de propagation :

Onde lumineuse avec champ magnétique et champ électrique à angle droit l'un de l'autre (dans le cas d'une polarisation rectiligne).

On décide, par convention, d'ignorer le champ magnétique par la suite, car il peut être déterminé à partir du champ électrique. On considère donc uniquement le champ électrique {\displaystyle {\vec {E}}} perpendiculaire à la direction de propagation.
Considérant les deux composantes vectorielles définissant l'orientation du champ électrique et conformément à la représentation ci-dessous, la figure décrite au cours du temps par le champ électrique en un point donné peut être alors :
- un segment de droite, cas de la polarisation rectiligne ;
- une ellipse, cas de la polarisation elliptique ;
- un cercle, cas de la polarisation circulaire.

Les trois figures en mouvement ci-dessous illustrent, pour chacun des trois cas, l'évolution temporelle du champ électrique {\displaystyle {\vec {E}}} dans un plan d'onde fixé. Ces différentes formes définissent l'état de polarisation de l'onde : on dit que l'onde est polarisée rectilignement, elliptiquement ou circulairement.
|            |            |            |
| Rectiligne | Elliptique | Circulaire |

De plus, cette onde se propage dans l'espace, selon une direction précise, que l'on choisit verticale, perpendiculaire au plan d'onde horizontal, dans les figures ci-dessous (en trois dimensions) : ces courbes sont une représentation spatiale, instantanée, au temps  {\displaystyle t_{0}} fixé,  des positions de la pointe de flèche du champ électrique dans tous les plans d'onde superposés verticalement le long de la propagation ; ces courbes sont construites en reportant à la distance verticale {\displaystyle d} le vecteur champ qui existait dans le plan d'onde du bas à un instant passé {\displaystyle t=t_{0}-d/v} ({\displaystyle v} est la vitesse de propagation ; on tient compte ainsi de l'effet de la propagation) :
- la courbe de gauche représente la polarisation rectiligne ; c'est une sinusoïde tracée dans le plan vertical, passant par la diagonale du carré bleu, en bas ;
- la courbe de droite représente la polarisation circulaire ; c'est une hélice qui s'enroule sur un cylindre vertical, dont la base est le cercle dessiné en perspective dans le carré du bas ;
- la courbe du milieu représente la polarisation elliptique ; c'est une courbe ressemblant à une hélice, tracée sur un cylindre vertical, aplati, dont la base est l'ellipse dessinée dans le carré du bas.

|            |            |            |
| Rectiligne | Elliptique | Circulaire |

On peut se figurer la propagation en faisant glisser verticalement ces représentations spatiales instantanées : 
un instant {\displaystyle \Delta t} plus tard, ces courbes doivent être remontées de la distance {\displaystyle \Delta d=v\Delta t}.
La symétrie des fonctions de l'espace et du temps, dans les équations de propagation, fait que les mêmes courbes peuvent aussi représenter mathématiquement les variations temporelles du champ électrique, dans un plan d'onde fixé, telles que vues en mouvement dans la représentation animée ci-dessus (il suffit alors de graduer en temps l'axe vertical).
Ce phénomène s'explique grâce à l'équation de propagation de l'onde lumineuse. En décomposant le champ électrique en ses deux composantes orthogonales (en bleu et rouge sur les schémas précédents), on s'aperçoit qu'elles ont toutes deux une évolution sinusoïdale. Lorsque les deux composantes oscillent en même temps, on obtient une polarisation rectiligne. Si elles présentent un déphasage (c'est-à-dire que l'une est en retard par rapport à l'autre), alors on obtient une polarisation elliptique.
Dans le cas particulier où ce déphasage vaut 90° et que les deux composantes ont même amplitude, la polarisation est circulaire. On distingue alors les cas de polarisation circulaire gauche et circulaire droite selon le sens de l'enroulement autour du cylindre.
Cette décomposition en deux composantes orthogonales est arbitraire. Il est aussi possible, par exemple, de décomposer en deux polarisations circulaires tournant en sens contraires.

### La lumière incohérente

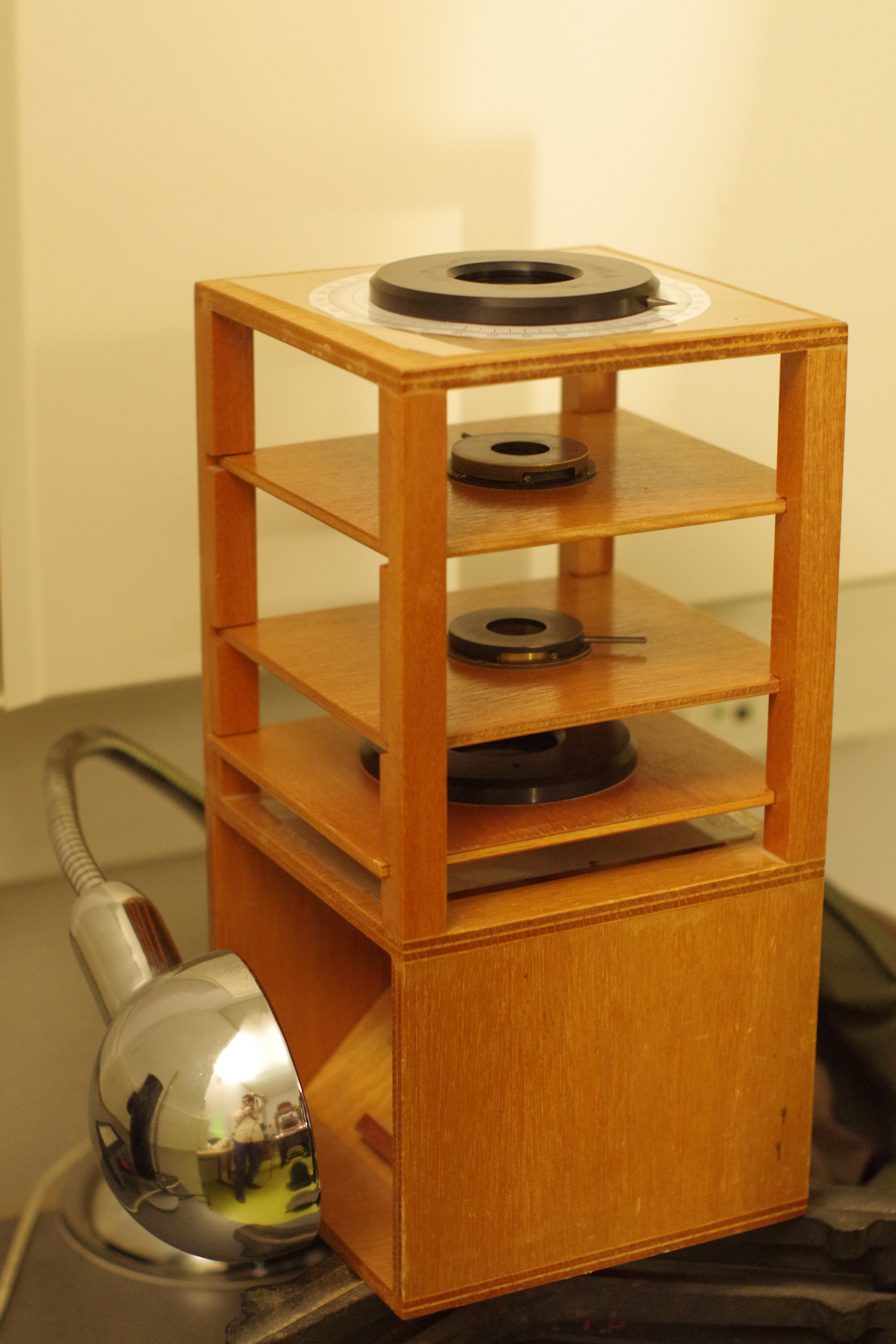
Exemple de banc de polarisation.

L'explication ci-dessus n'est valable strictement que pour une onde monochromatique, et plus particulièrement une lumière cohérente. Dans les autres cas, les effets sont un peu différents.
Par exemple, dans la lumière d'une lampe à filament, on observe que la lumière est polarisée aléatoirement : elle ne correspond à aucun des trois cas précédents. Cela s'explique par le fait que cette lumière est composée de trains d'ondes, courtes impulsions lumineuses ayant chacune une amplitude, une fréquence, et une polarisation aléatoires. Ainsi, ce qui est observé est une moyenne de tous ces trains d'ondes qui apparaît non polarisée.
Toutefois, la lumière incohérente peut aussi présenter, en partie, une polarisation elliptique, circulaire, ou rectiligne. Pour déterminer alors quelle est la polarisation d'une lumière, on utilise des polariseurs et des lames à retard.

### Représentation des états de polarisation
Il peut être nécessaire de représenter mathématiquement un état de polarisation de lumière, par exemple, afin de suivre son évolution à travers un système optique. On peut notamment utiliser :
- le formalisme de Jones, particulièrement adapté à la représentation d'états complètement polarisés ;
- les paramètres de Stokes, associés aux matrices de Mueller, qui permettent de décrire également la lumière partiellement polarisée.

### Aspect corpusculaire
Toutes les explications ci-dessus sont données dans le cadre de l'optique physique. Cependant, la polarisation peut également être expliquée en utilisant l'aspect corpusculaire de la lumière.
La lumière est composée de photons possédant un spin de 1. La physique quantique montre que pour un photon, la projection sur un axe de son spin peut uniquement prendre les valeurs –1, 0 ou +1. Cependant, la valeur 0 est interdite par la théorie quantique des champs car la masse du photon est nulle. Les deux états propres correspondent donc soit à la valeur propre +1 (polarisation circulaire droite) ou à la valeur propre -1 (polarisation circulaire gauche). Conformément à la physique quantique, l'état de polarisation du photon est une combinaison linéaire de ces deux états propres, ce qui permet de définir les polarisations rectilignes et elliptiques.

## Effets physiques sur la polarisation
Les ondes présentant une polarisation peuvent subir différents effets :

### Polarisation par absorption
Bien que n'étant pas la première forme de polarisation dans la nature, elle joue un rôle très important dans la technologie moderne, ou elle sert entre autres à la réalisation des écrans à cristaux liquides ou de procédés de vision 3D, en photographie (en) pour faire disparaître des reflets ou contraster le ciel (voir paragraphe suivant, pour des expériences en physique, et d'autres choses encore). Elle est basée sur le fait qu'un matériau dont la conductivité électrique est anisotrope va absorber ou laisser passer différemment une onde électromagnétique, selon que sa composante électrique est ou non alignée avec le sens dans lequel le matériau est ou non conducteur de l'électricité. Un des moyens les plus simples de filtrer une onde électromagnétique selon sa polarisation, est de former une grille de fils métalliques alignés. Il faut cependant que le pas de la grille soit plus petit que la longueur d'onde de l'onde électromagnétique, ce qui rend la chose peu praticable avec la lumière. Pour la lumière, on utilise généralement des matériaux constitués de longues molécules polymères linéaires, qui sont ensuite étirés dans une direction, pour aligner ces molécules.

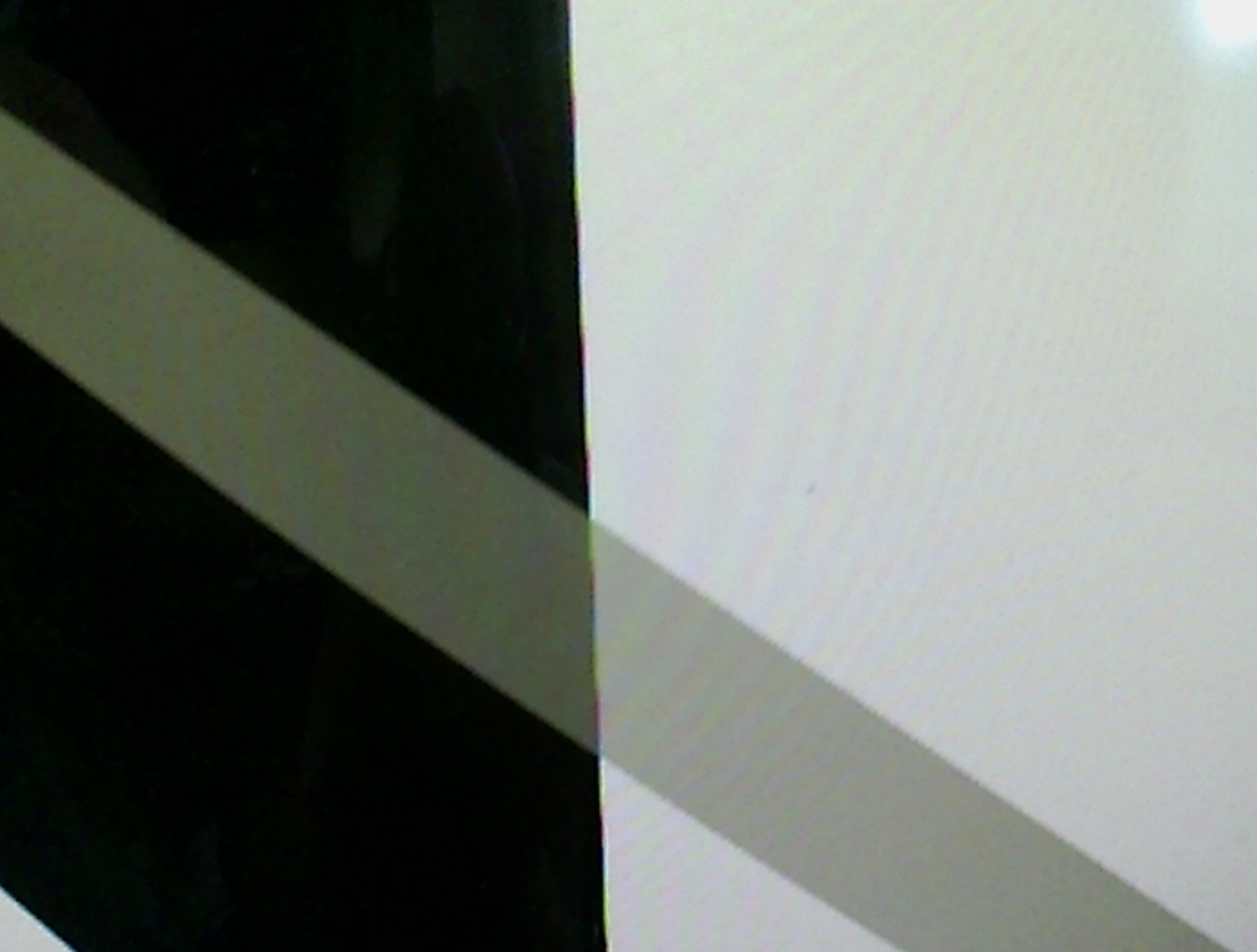
Le placement d'un film polarisant (en noir) à 90° du polarisant interne de l'écran, bloque le passage de la lumière. Le placement du second polarisant à 45° entre les deux casse l'opacité.

Quand la lumière entre dans le filtre polarisant, elle est filtrée en fonction de la proportion de sa composante alignée avec l'orientation du filtre. Cependant, un photon ayant une énergie indivisible, il ne peut être «atténué». L'effet du filtre va donc jouer en termes de probabilité de franchir ou non le filtre. Par ailleurs, la superposition à 90° de deux filtres polarisants est complètement opaque. Cela signifie que la lumière qui sort du premier filtre polarisant est totalement polarisée dans une seule direction. On pourrait s'attendre à ce que les photons arrivant à 45° et qui ont traversé le filtre aient gardé leur orientation, mais si c'était le cas, cela impliquerait qu'ils puissent aussi franchir le second filtre avec la même probabilité et on n'obtiendrait pas l'opacité observée (En réalité, l'opacité n'est pas absolument totale, mais le défaut d'opacité n'est lié qu'à la qualité de fabrication des filtres et à la précision de leurs orientations).
Une curieuse conséquence de cette propriété, est que si on glisse entre deux polarisants à 90° l'un de l'autre, un troisième polarisant à 45° des deux autres, ce dernier va rompre l'opacité des deux autres en transformant une suite de deux polarisants à 90° en deux suites de polarisants à 45°, ce qui n'est pas opaque.  Une autre expérience intéressante, consiste à glisser un morceau d'emballage plastique transparent entre deux polarisants à 90°. En effet, ces emballages étant formés par étirement d'un film plat dans un moule, ils ont aussi des propriétés d'alignements de leurs molécules, qui dépendent de la forme du moule et qui sans atteindre les effets d'un filtre polarisant, ont néanmoins un effet intéressant observable de cette façon.

### Polarisation après réflexion
La réflexion de la lumière sur certains matériaux transforme sa polarisation. Un exemple important est celui de la réflexion vitreuse qui fait que l'on voit des reflets sur les fenêtres. Cette réflexion n'est pas identique selon la polarisation de la lumière incidente sur le verre. Pour le comprendre, on décompose la polarisation de la lumière en deux polarisations rectilignes orthogonales entre elles, notées s et p. La polarisation s est perpendiculaire au plan d'incidence, et la polarisation p est contenue dans ce plan.
| |  |
| Sur ces deux images, la plaque épaisse est le matériau réfléchissant, et la plaque fine est le plan d'incidence (fictif). |  |

La lumière est plus ou moins réfléchie selon qu'elle est polarisée s ou p, et selon l'angle d'incidence. Cela permet, par exemple, au photographe, d'éliminer une grande partie des reflets sur une vitrine lorsqu'il veut photographier ce qu'il y a derrière. Pour cela, il suffit de placer un polariseur devant l'appareil photo, et de se placer au bon angle de vue, appelé angle de Brewster.
La réflexion sur les métaux a également un effet sur la polarisation.

### Rotation de polarisation
Certains matériaux présentent un pouvoir rotatoire qui a pour effet de faire tourner la polarisation. Cela permet, en chimie, de mesurer des concentrations de solutés par exemple dans l'industrie du sucre ou de différencier les molécules chirales entre elles.

### Biréfringence
La biréfringence est une propriété de certains matériaux qui séparent un rayon lumineux en deux rayons de polarisations différentes. Un exemple important en optique est la lame à retard qui permet de réaliser des filtres pour la polarisation circulaire de la lumière, qui sont utilisés entre autres dans certains types de lunettes 3D.

## Dans la nature, la science et la technologie

### Dans la vie de tous les jours

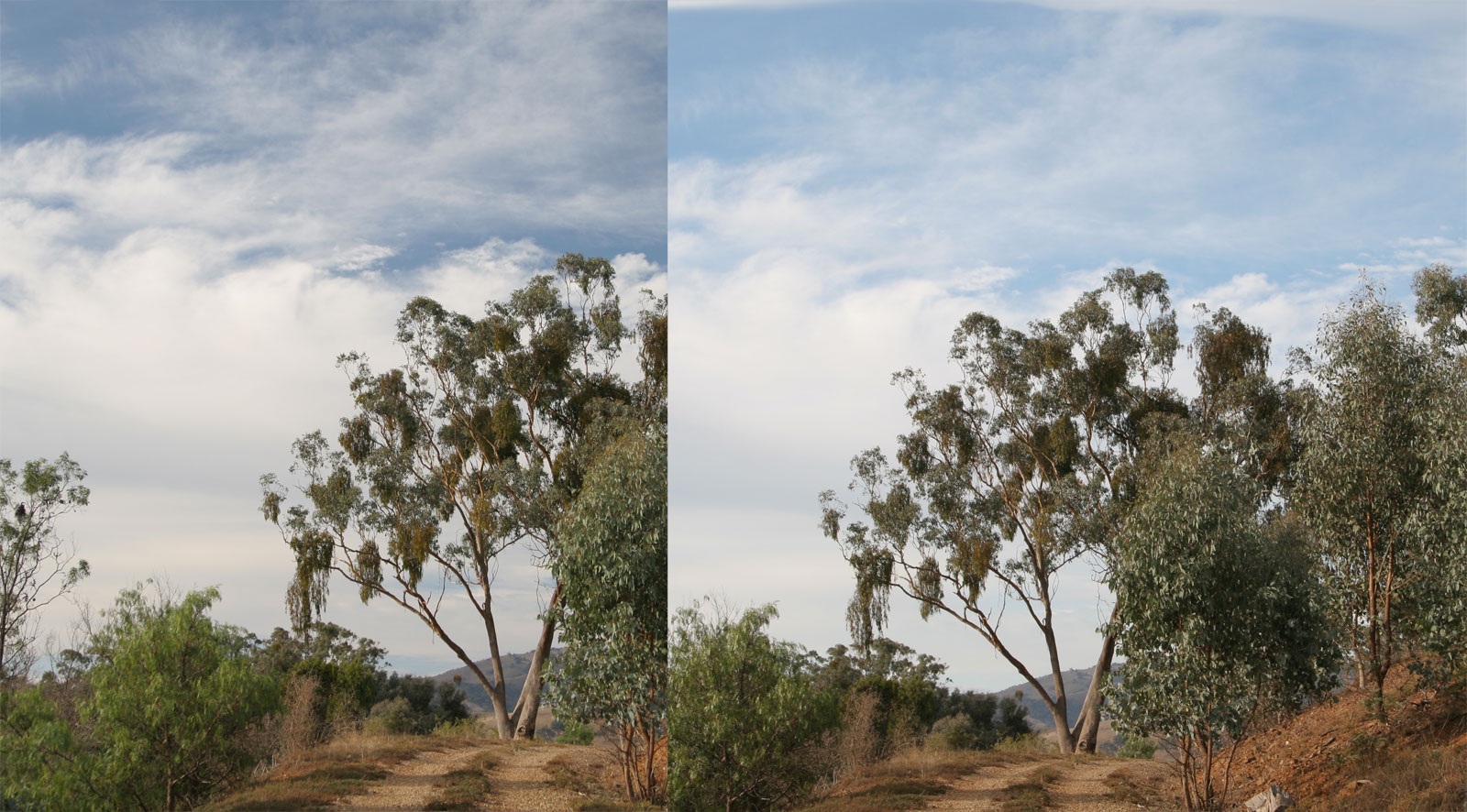
La même image prise avec filtre polariseur (à gauche), et sans (à droite).

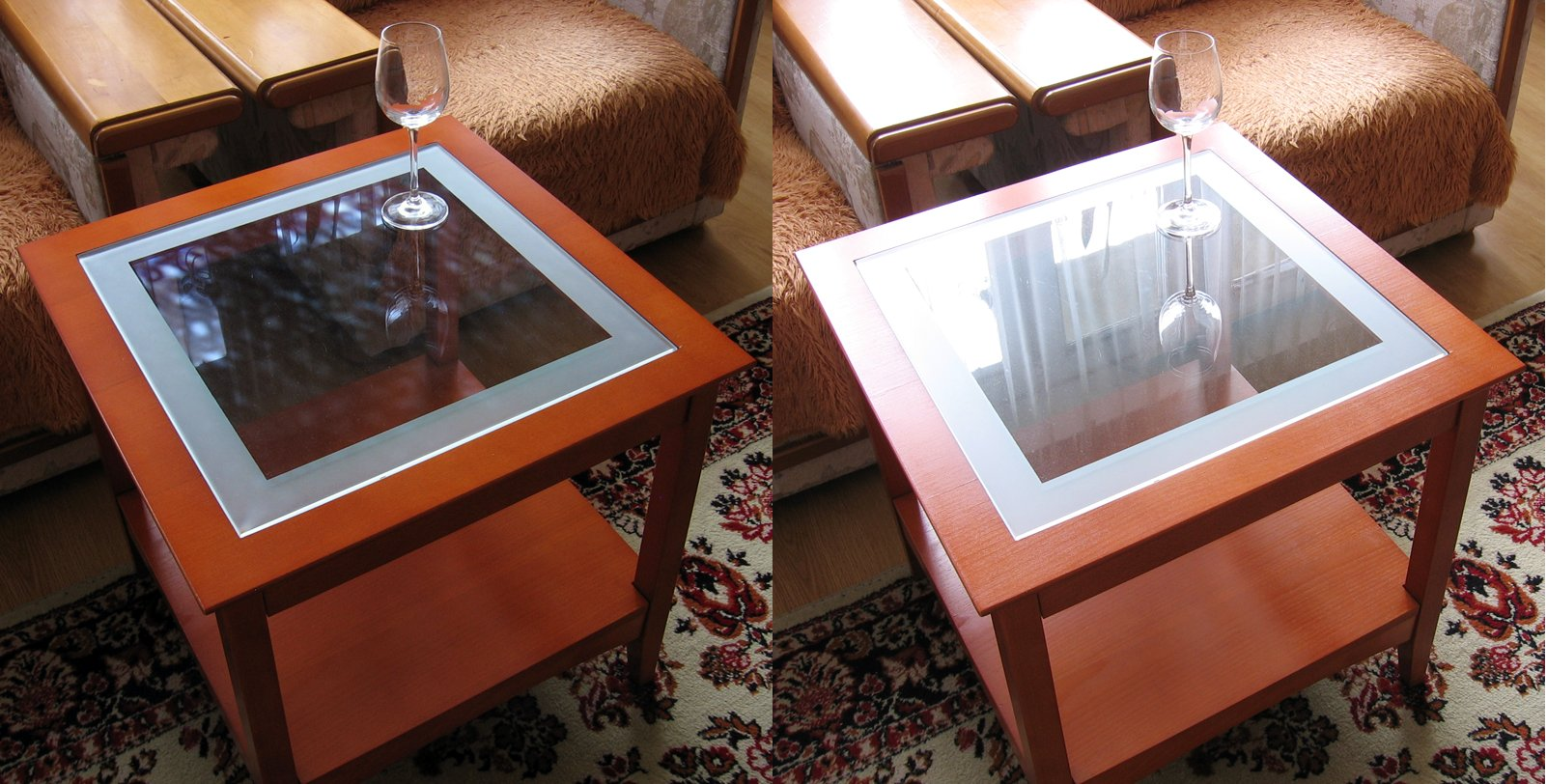
La même image prise avec filtre polariseur (à gauche), et sans (à droite).

Les matériaux transparents et brillants réfléchissent en partie la lumière. Selon l'angle d'observation, cette lumière réfléchie est plus ou moins polarisée. En la regardant derrière un polariseur, ou des lunettes de soleil polarisantes, on peut voir des variations de l'intensité lumineuse.
La lumière du ciel est également polarisée en partie. C'est pour cela que les photographes utilisent des polariseurs afin d'assombrir le ciel sur les photographies, et augmenter le contraste. Cet effet est bien visible au coucher du soleil : à 90° du Soleil, la lumière est particulièrement polarisée. D'autre part, la réflexion sur une surface horizontale (mer, glace, vitres) polarise la lumière horizontalement. C'est pour éliminer ces reflets que les pêcheurs et les alpinistes utilisent des lunettes de soleil polarisantes (constituées d'un filtre polarisant vertical).
La lumière des arcs-en-ciel est fortement polarisée. En effet, un arc-en-ciel résulte entre autres d'une ou plusieurs réflexions sur la surface de gouttes d'eau, et cette réflexion se fait sous un angle proche de l'angle de Brewster. Quand on observe un arc-en-ciel à travers des lunettes de soleil équipées de verres polarisants, on "éteint" la partie de l'arc dont la lumière est polarisée perpendiculairement à l'axe des verres.

### En biologie
Karl von Frisch a montré en 1949 que les abeilles s'orientent grâce à leur perception de la polarisation de la lumière. Elles l'utilisent aussi pour communiquer lors de leur danse communicative. Les mécanismes de cette perception ont notamment été étudiés par Rossel et Waterman, dans les années 1980.
À partir des années 1970-1980, on montre que certains insectes aquatiques disposent aussi d'un mécanisme de vision sophistiqué capable de percevoir la polarisation de la lumière (ultraviolet dans le cas du Notonecte glauque), via une rétine spéciale ou d'autres moyens, sous l'eau ou hors de l'eau. C'est le cas chez les Dolichopodidae (Trujillo-Cenoz et Bernard, 1972), chez des gerridae (Schneider et Langer, 1969) ou chez les libellules (Laughlin, 1976, Laughlin et McGinness, 1978,) et chez beaucoup d'autres insectes des zones humides, par la suite. De très nombreuses espèces s'avèrent capables de percevoir la polarisation de la lumière et les formes de polarisation présentes dans la Nature, et elles l'utilisent pour la navigation, la localisation de l'habitat et parfois la communication entre individus ou espèces ; c'est le cas par exemple de la libellule qui utilise la polarisation de la lumière pour des tâches impliquant la détection d'objets en mouvement ; de même pour des espèces aquatiques comme la Seiche. On sait maintenant que les signaux perçus de polarisation de la lumière sont parfois traitées  différentiellement par le système nerveux (démontré chez le crabe violoniste), ce qui permet d'améliorer le contraste visuel de l'objet vu, par rapport à son arrière-plan,.
Or il se trouve que certains matériaux fabriqués par l'homme (exemples : bâches plastiques noires, pétrole, peinture émaillée, certaines vitres) polarisent la lumière UV et du soleil ; ils perturbent certains insectes qui confondent notamment des surfaces polarisantes avec une surface en eau.
Les poissons, mais aussi de nombreux autres animaux vivant sous l'eau ou vivant près de l'eau semblent percevoir la polarisation de la lumière, qu'ils peuvent utiliser pour se diriger. La polarisation de la lumière du ciel est perpendiculaire à la direction du soleil et est conservée dans l'eau (après réfraction/diffraction au niveau de la surface). Dans la zone photique supérieure d'une eau méso-eutrophe où l'ambiance est bleue-verte en raison de la teneur en organismes à pigments chlorophylliens) le jour la lumière polarisée ne représente que 40 % au maximum de la lumière totale, mais au crépuscule ce taux peut atteindre 67 % avec une modification corrélative du spectre lumineux (longueurs d'onde plus courtes que le jour). L'étude électrophysiologique du nerf optique de la truite arc-en-ciel soumise à des stimuli lumineux avec une lumière plus ou moins polarisée montrent que la truite ne détecte la lumière polarisée que quand elle compte pour 63 à 72 % de la lumière totale reçue par la rétine. La plupart des poissons semblent particulièrement sensibles à la lumière du crépuscule, période à laquelle ils se mettent à la recherche de nourriture (jusque deux heures après le coucher du soleil).
La capacité à percevoir la polarisation de la lumière a aussi été observée chez certaines espèces de pieuvres, calmars, seiches, ou chez la crevette-mantes. La peau des seiches, qui peut changer rapidement de couleur, a la capacité de partiellement polariser la lumière qu'elle réfléchit. La crevette-mante a aussi la particularité de ne pas réfléchir toutes les polarisations de la même façon.
Certains vertébrés, dont oiseaux comme les pigeons et divers oiseaux d'eau, peuvent aussi percevoir la polarisation de la lumière. Chez les espèces des zones humides (qu'elles vivent sous ou au-dessus de l'eau ou sur l'écotone air/eau) pouvoir « filtrer » ou sélectionner la lumière polarisée pourrait être une adaptation sélective importante, car permettant d'éliminer une partie de l'effet miroir créé par la surface de l'eau, et donc de mieux repérer les proies ou les prédateurs.
Le phénomène d'altération de la lumière ou de l'environnement nocturne par une lumière artificiellement ou anormalement polarisée est dit « PLP » ou « Pollution par la lumière polarisée » (ou Polarized light pollution pour les anglophones). Il peut constituer un piège écologique et un puits écologique, notamment pour de nombreuses espèces des zones humides et en particulier pour les éphéméroptères.

### Recherche
Étant donné la facilité avec laquelle les cristaux liquides peuvent changer la polarisation de la lumière, et en utilisant la différence de polarisation de la lumière réfléchie par différents objets, on peut imaginer produire des moyens de vision/détection améliorés par la mise en œuvre de certaines polarisations. De même, si on isole les propriétés particulières de polarisation de certains matériaux, on peut imaginer créer des moyens de détection nouveaux (médecine, astronomie, capteurs, etc.).

### Géologie
La lumière polarisée est utilisée en géologie dans l'observation de lames minces de roches par microscopie en lumière polarisée. C'est un outil indispensable à l'identification des minéraux constituant celles-ci. C'est le phénomène de biréfringence de certains cristaux qui la permet.

### Observation en relief (3D)
La lumière polarisée est utilisée pour observer des images projetées en relief, au moyen de deux projecteurs munis de polariseurs orientés « perpendiculairement » l'un à l'autre (de préférence, selon les deux diagonales). Le spectateur porte une paire de lunettes polarisantes dont les deux « filtres » sont orientés dans les directions correspondantes. Cette technologie qui, précédemment, était basée sur la polarisation linéaire, ce qui la rendait sensible à l'inclinaison des lunettes, a récemment explosé grâce au développement de polariseurs circulaires pour la lumière visible, qui ne sont plus sensibles à l'inclinaison des lunettes. De nombreux films en relief ont été ainsi montrés au public, notamment dans des parcs d'attractions (Cité des Sciences, Futuroscope, IMAX 3D (polarisation rectiligne), RealD 3D (polarisation circulaire), etc.) et dans plusieurs salles de cinéma ainsi équipées. Voir par exemple stéréoscopie.

### Chimie
Les composés chiraux font tourner la polarisation de la lumière les traversant. Ce pouvoir rotatoire permet de distinguer les énantiomères selon le sens dans lequel ils font tourner la polarisation.

### Communications hertziennes
La polarisation des ondes la plus courante dans les applications grand public, comme la télévision terrestre (analogique ou numérique) ou par satellite, est la polarisation linéaire, horizontale ou verticale. On retrouve ces deux polarités dans le domaine du Wi-Fi, du radioamateurisme et dans les transmissions professionnelles.
Les différentes composantes de la polarisation sont nécessaires pour protéger la réception de signaux de fréquences identiques ou rapprochées, car cela évite des interférences mutuelles, particulièrement lorsque les signaux parviennent dans une même direction.
Le réseau de télévision terrestre utilise principalement la polarisation horizontale (H) et donc les antennes sont horizontales. Dans certaines régions à spectre surchargé, comme les zones frontalières, par ex. l'Alsace en France, les nouveaux canaux émis sont souvent polarisés verticalement (ex. Arte, M6 et la TNT). Il faut donc là deux râteaux pour un même émetteur. Il n'existe pas d'antenne TV à bipolarisation en UHF captant, et protégeant, à la fois les polarisations V et H. Pour recevoir deux polarisations différentes émises par un même émetteur, on utilise en complément un coupleur d'antennes UHF. Les antennes (donc leur plan) étant placées l'une verticalement et l'autre horizontalement.
En télévision par satellite c'est la tête universelle, commandée par le terminal DVB-S, ou le démodulateur, qui sélectionne le plan des polarités émises par les antennes du satellite, principalement les rectilignes H ou V. Une mauvaise sélectivité (rotation de la tête dans la bride) conduit à des dysfonctionnements.
La polarisation circulaire (intuitif : tire-bouchon) est moins utilisée; on la retrouve toutefois chez les radio-amateurs, sur le GPS et dans la majorité des appareils de transmission de salon (transmetteur AV sans fil) fonctionnant dans la Bande 2,4 GHz (bande S).

### Radars et télédétection

Illumination de la cible avec la double polarisation. À noter la forme de la goutte.

Les radars utilisent la polarisation pour extraire des informations supplémentaires à la position (obtenue grâce à la réflectivité) et au déplacement (obtenu grâce à l'effet Doppler) des cibles sondées. En effet, les intensités et déphasages entre deux faisceaux polarisés orthogonalement revenant d'une même cible peuvent révéler sa forme ou son type.
- Si les cibles ont une forme aplatie comme dans l'image ci-contre, en sondant avec deux ondes dont l'une est de polarisation verticale (V) et l'autre horizontale (H), on obtient des intensités plus fortes revenant de celle ayant l'axe horizontal. Par contre si les retours orthogonaux sont égaux cela indique une cible ronde. Cela s'appelle la différence de réflectivité ({\displaystyle Z_{dr}}).
- Le faisceau radar sonde un volume plus ou moins grand selon les caractéristiques de l'antenne émettrice et sa forme d'onde. Ce qui revient est l'addition des ondes réfléchies par les cibles individuelles dans le volume. Comme les cibles peuvent changer de position dans le temps les unes par rapport aux autres, l'intensité des ondes V et H ne demeure constante que si les cibles ont toute la même forme. Le rapport d'intensité entre les canaux H et V revenant de sondages successifs s'appelle le coefficient de corrélation ({\displaystyle \rho _{hv}}) et donne donc une idée de l'homogénéité ou non des cibles dans le volume sondé.
- La phase de l'onde change lorsqu'elle traverse un milieu de densité différente. En comparant le taux de changement de phase de l'onde de retour avec la distance, la phase différentielle spécifique ou {\displaystyle K_{dp}}, on peut évaluer la quantité de matière traversée.
- On peut également comparer le déphasage entre les retours H et V (différentiel de phase ou {\displaystyle \phi _{dp}}).

Un exemple d'utilisation est celui par les radars météorologiques. Les volumes sondés contiennent une multitude de cibles telles gouttelettes, flocons ou grêlons. Elles peuvent être toutes du même type ou être un mélange de formes et de types. En utilisant les différentes informations des ondes polarisées, on obtient des informations supplémentaires qui peuvent donner directement le type d'hydrométéores quand on les analyse en conjonction avec la réflectivité. Ceci aide même à éliminer les artéfacts indésirables comme les oiseaux ou les échos revenant des obstacles comme les montagnes.
D'autres types de radar utilisent la polarisation à différentes fins. Par exemple, le radar à synthèse d'ouverture est utilisé pour cartographier des régions par avion ou satellite et utilise la polarisation pour distinguer les types de sol, de végétation, etc.

### Observations astronomiques
L’expérience PILOT a pour but la mesure de l’émission polarisée des poussières galactiques dans l’infrarouge lointain. Au cours de la prochaine décennie, la mesure très précise de la polarisation du fond cosmologique (CMB pour Cosmic Microwave Background) sera l’un des enjeux majeurs pour la cosmologie et la physique fondamentale. L’objectif principal en sera la mesure des modes « B » du CMB, qui renseignera à la fois sur le bain d’ondes gravitationnelles primordiales généré pendant la période d’inflation de l’univers qui a eu lieu dans les tout premiers instants de l’expansion, et sur la structuration de la matière après le big-bang (effet de microlentille sur le fond).
Le Département Univers Froid du Centre d'Études Spatiales des Rayonnements s’engage résolument dans cette voie, et participe activement à plusieurs projets de préparation, en particulier l’expérience ballon PILOT.

### Écran à cristaux liquides

Afficheur 3 chiffres de 7 segments
1 : filtre polarisant vertical ;
2 : électrodes avant ;
3 : cristaux liquides ;
4 : électrode arrière ;
5 : filtre polarisant horizontal ;
6 : miroir ou rétro-éclairage.

Les écrans à cristaux liquides sont devenus courants depuis les années 1980. D'abord utilisés pour l'affichage monochrome sur les cadrans et montres, ils se retrouvent maintenant dans les téléviseurs, les caméras numériques et tout autre affichage grâce à leur faible encombrement, et, depuis quelques années, leur polychromie. L'écran utilise la polarisation de la lumière grâce à des filtres polarisants et à la biréfringence de certains cristaux liquides en phase nématique dont on peut faire varier l'orientation en fonction du champ électrique.
L'écran LCD (Liquid Crystal Display) est constitué de deux polariseurs dont les directions de polarisation forment un angle de 90°, de chaque côté d'un sandwich formé de deux plaques de verre enserrant des cristaux liquides. Les deux faces internes des plaques de verre comportent une matrice d'électrodes transparentes, une (noir et blanc) ou trois (couleur) par pixel. L'épaisseur du dispositif et la nature des cristaux liquides sont choisis de manière à obtenir la rotation désirée du plan de polarisation en l'absence de tension électrique.
L'application d'une différence de potentiel plus ou moins élevée entre les deux électrodes d'un pixel entraîne un changement d'orientation des molécules, une variation du plan de polarisation et donc une variation de la transparence de l'ensemble du dispositif. Cette variation de transparence est exploitée soit par un rétro-éclairage, par réflexion de la lumière incidente ou par projection.

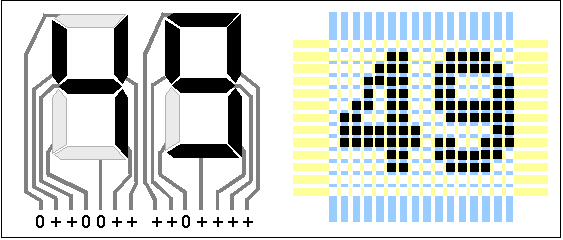
Affichage par segments et par pixels.

Les petits afficheurs LCD monochromes utilisent souvent des électrodes avant en forme de segments de caractère de façon à simplifier l'électronique (commande directe en tout ou rien) tout en obtenant une très bonne lisibilité (pas de balayage). Les affichages plus complexes, comme pour les téléviseurs, utilisent des électrodes par pixels accessibles par ligne ou colonne entières. Leur commande d'allumage ou d'extinction doit se faire par un balayage régulier des lignes ou colonnes de points.